# F. Richard Jones
F. Richard Jones, parfois simplement Richard Jones, né le 7 septembre 1893 à Saint Louis, dans le Missouri, et mort le 14 décembre 1930 à Hollywood, en Californie, est un cinéaste et producteur américain.

## Biographie
Frank Richard Jones a seize ans lorsqu'il entre dans la compagnie Atlas Film de Saint Louis. Il travaille dans le laboratoire de films, mais s'intéresse à la prise de vue.
En 1914, il rejoint Mack Sennett à la Keystone Film Company, où il débute dans la réalisation et l’écriture de comédies Burlesques. 
En 1918 il quitte la Keystone  avec Mack Sennett. Après un bref passage auprès d’Henry Lehrman, il le rejoint à la Mack Sennett Comedies pour diriger Ben Turpin, Ford Sterling ou Charles Murray. Le film Mickey, débuté avec Mabel Normand deux ans auparavant, sort et représente la consécration du jeune réalisateur et son premier long-métrage coréalisé avec James Young.
En 1920, il réalise les longs-métrages produits pas la Mack Sennett Comedies et dirige Dorothy Gish et Mabel Normand. Il rencontre une jeune comédienne sur le tournage de Mollie O’, Irene Lentz qui deviendra une créatrice de costumes pour le cinéma et qu’il épouse en 1929. En 1923, Frank Richard Jones s’occupe de la production de divers courts et longs-métrages pour la Mack Sennett Comedies.
En 1925, il entre chez Hall Roach Studios pour superviser les productions et les réalisations. Il encadre Stan Laurel dans ses comédies et permet à Mabel Normand de tourner ses cinq derniers films.
En 1927, il revient à la réalisation et entame une série de longs-métrages. Il entre à la Paramount et en 1929, sort Bulldog Drummond, son premier film parlant avec Ronald Colman. Le film est un succès.
Le 14 décembre 1930, il meurt à l’âge de 37 ans.

## Filmographie partielle

### Comme réalisateur

#### Keystone
- 1914 Le Mensonge d'Ambroise (Ambrose's First Falsehood) (court métrage)
- 1914 Julot champion de golf (Gussle, the Golfer) (court métrage)
- 1915 Giddy, Gay, and Ticklish (court métrage)
- 1915 Caught in a Park (court métrage)
- 1915 Julot fait une conquête (That Springtime Feeling) (court métrage)
- 1915 Caught in the Act (court métrage)
- 1915 L'Escapade de Julot (Gussle's Day of Rest) (court métrage)
- 1915 Their Social Splash (coréalisé avec Arvid E. Gillstrom) (court métrage)
- 1915 Those Bitter Sweets (it) également scénariste (court métrage)
- 1915 Une joyeuse école (Those College Girls) (court métrage)
- 1915 No One to Guide Him (court métrage)
- 1915 A Game Old Knight également scénariste (court métrage) (comme Dick Jones)
- 1915 Her Painted Hero (court métrage)
- 1915 Déménagement gratis (The Great Vacuum Robbery) (court métrage)
- 1916 His Hereafter également scénariste (court métrage)
- 1916 The Judge (court métrage)
- 1916 A Love Riot (court métrage)
- 1916 Her Marble Heart (court métrage)
- 1916 Pills of Peril (court métrage)
- 1917 She Needed a Doctor (court métrage)
- 1917 His Uncle Dudley (court métrage)
- 1917 Lost : A Cook (court métrage)

#### Sunshine Comedies
- 1918 Son of a Gun (court métrage) (comme Richard Jones)
- 1918 Are Married Policemen Safe? (court métrage) (comme Richard Jones)

#### Mack Sennett Comedies
- 1918 It Pays to Exercise avec Hampton Del Ruth (court métrage)
- 1918 Saucy Madeline (court métrage)
- 1918 The Battle Royal avec Hampton Del Ruth (court métrage)
- 1918 Two Tough Tenderfeet avec Hampton Del Ruth (court métrage)
- 1918 Le Don Juan du pays (She Loved Him Plenty) avec Hampton Del Ruth (court métrage)
- 1918 Mickey avec James Young
- 1918 Sleuths (court métrage)
- 1918 Her First Mistake (court métrage)
- 1919 Never Too Old (court métrage)
- 1919 Yankee Doodle in Berlin (as Richard Jones)
- 1919 The Village Smithy (court métrage)
- 1919 Madame Petitpont blanchisseuse de fin (Reilly's Wash Day) (court métrage)
- 1919 Vite mariez-nous! (The Foolish Age) (court métrage)
- 1919 Why Beaches Are Popular (court métrage)
- 1919 Love's False Faces (court métrage)
- 1919 Trying to Get Along (court métrage)
- 1919 The Dentist (court métrage)
- 1919 Up in Alf's Place (court métrage)
- 1919 His Last False Step (court métrage)
- 1919 La Petite Dame d'à côté (The Speakeasy) (court métrage)
- 1920 Gee Whiz (court métrage)
- 1920 : Un mariage mouvementé (Down on the Farm), réalisé avec Ray Grey et Erle C. Kenton (comme Richard Jones)
- 1920 L'Envolée (Flying Pat)
- 1920 Love, Honor and Behave!
- 1921 Un revenant plein d'esprit (The Ghost in the Garret)
- 1921 Rêve de seize ans (Molly O')
- 1922 Step Forward (court métrage)
- 1922 Gymnasium Jim avec Roy del Ruth (court métrage)
- 1922 Fiancé malgré lui (The Crossroads of New York)
- 1922 The Country Flapper
- 1923 Suzanna
- 1923 Le Chic Cheik (The Shriek of Araby)
- 1923 The Extra Girl
- 1924 The First 100 Years avec Harry Sweet (court métrage)
- 1924 Little Robinson Corkscrew avec Ralph Ceder (court métrage)

#### Hall Roach Studios
- 1925 Moonlight and Noses avec Stan Laurel (court métrage) (supervision)
- 1926 What's the World Coming To? avec Richard Wallace (court métrage) (supervision)
- 1926 Should Husbands Pay? avec Stan Laurel (court métrage)
- 1926 The Nickel-Hopper  avec Hal Yates (court métrage)
- 1927 Anything Once! avec Hal Yates (court métrage)
- 1927 Un ancien flirt (Love 'Em and Weep) avec Fred Guiol (court métrage) (supervision)
- 1927 The Way of All Pants avec Leo McCarey (court métrage) (supervision)

#### Divers

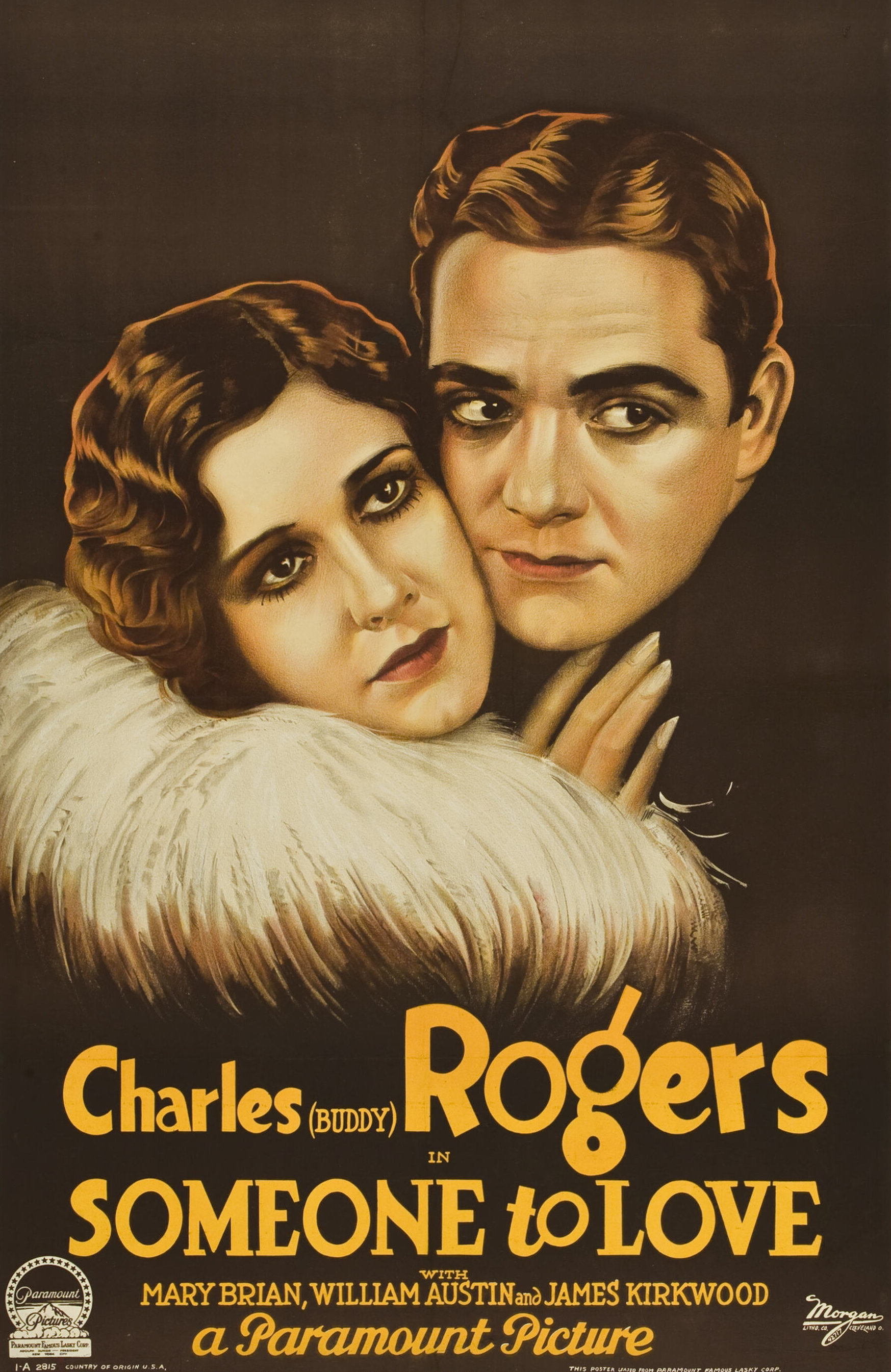
Affiche de Someone to Love (1928).

- 1927 Le Gaucho (The Gaucho) en vedette Douglas Fairbanks (Elton Corporation)
- 1928 The Big Killing en vedette Wallace Beery (Paramount)
- 1928 Comment on les mate ! (The Water Hole)  (Paramount)
- 1928 Someone to Love (en) avec Charles 'Buddy' Rogers (Paramount)
- 1929 Bulldog Drummond en vedette Ronald Colman (Samuel Goldwyn Company)

### Comme producteur
- 1923 : Andoche fait du ciné de Del Lord
- 1923 : Inbad the Sailor de Erle C. Kenton
- 1924 : The Hollywood Kid de Roy Del Ruth
- 1924 : The Cat's Meow  de Roy Del Ruth
- 1924 : Galloping Bungalows d'Edward F. Cline
- 1924 : La Longue nuit de Harry Edwards
- 1925 : Bad Boy de Leo McCarey
- 1925 : Boys Will Be Joys de Robert F. McGowan
- 1925 : Mary, Queen of Tots de Robert F. McGowan